# Kalmar
Kalmar (em sueco: Kalmar;  ouça a pronúncia) ou Calmar é uma cidade portuária da costa leste do sul da Suécia, na província da Småland.

Está localizada na costa do Mar Báltico, no lado continental do estreito de Kalmar.

Tem tradições históricas e um passado marcado pelo comércio, navegação e pesca. Hoje em dia é a terceira maior cidade da Småland - depois de Jönköping e Växjö – e o centro económico, cultural e administrativo da região.

Possui 19,6 quilômetros quadrados. Segundo censo de 2021, havia 41 852 habitantes.

É a sede da comuna de Kalmar e a capital do condado de Kalmar.

## Etimologia e uso
O nome geográfico Kalmar deriva do termo dialetal kalm (montão de pedras) e arm (terreno ou ilha com cascalho), aludindo possivelmente à ilha de  ”Stensö” (lit. Ilha de pedras). A forma atual Kalmar surge no século XVI e parece ser uma analogia com o alemão Wismar. 

Em textos em português costuma ser usada a forma original Kalmar.

| “ | Em 1397, foi formalizada, na cidade de Kalmar, na Suécia, a união das coroas da Dinamarca, Suécia e Noruega… | ” |
|   | — André Nassim Saboya, Ascensão e queda da União de Kalmar.                                                  |   |

## História

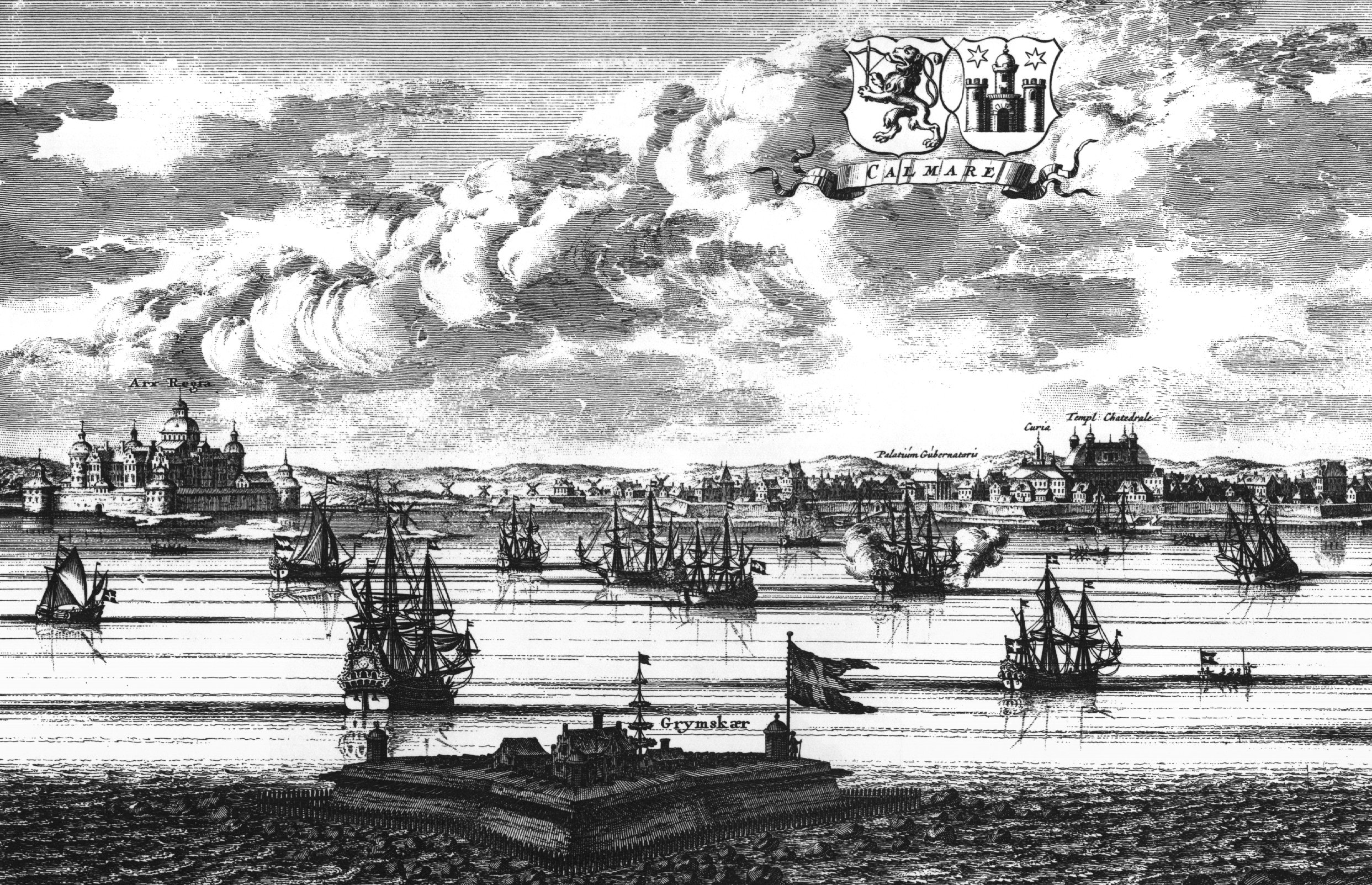
Kalmar no século XVIII, imagem de Suecia antiqua et hodierna.

No século XIV, era uma das maiores e mais importantes cidades da Suécia. Tinha 2 000 habitantes e estava circundada pela muralha de pedra à volta da cidade. A sua silhueta estava dominada pela igreja de São Nicolau, pelo convento dos dominicanos e pelo palácio de Kalmar. No seu porto ancoravam navios da liga hanseática. No ano de 1397, foi aí selada a União de Kalmar, pela qual a Suécia, a Noruega e a Dinamarca eram unificadas sob um monarca comum, formando o maior reino da Europa da época.

## Comunicações
Kalmar é atravessada pela estrada europeia E22 (Malmo-Kalmar-Norrköping), é o término da estrada nacional 25 (Halmstad-Kalmar), e está ligada por ferrovia a Malmo, Gotemburgo e Linköping. Fica a 4 quilômetros do aeroporto de Kalmar e está ligada à ilha de Olândia pela ponte da Olândia.

## Educação

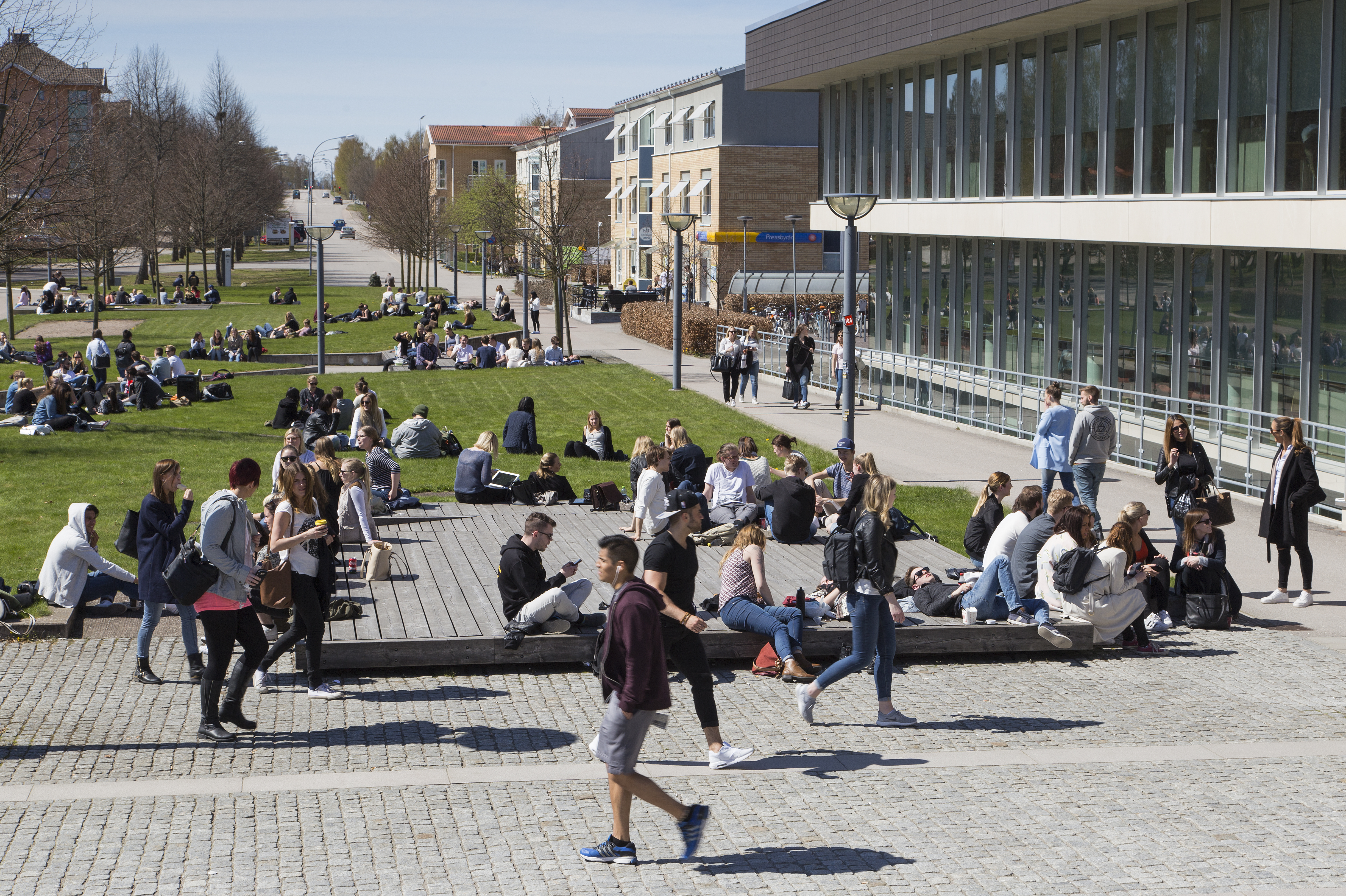
Parque da universidade.

A cidade de Kalmar possuí escolas de ensino básico e secundário, e dispõe igualmente de educação de adultos (Komvux), de ensino superior profissional (yrkeshögskola) e de ensino superior.                                                  

### Ensino superior
A Universidade de Lineu (Linnéuniversitetet) tem um dos seus polos em Kalmar, com destaque para focos de ensino e pesquisa nas áreas da ecologia, da bioquímica, e das ciências do ambiente.
Pertencendo à universidade, a Escola Superior Náutica (Sjöfartshögskolan) forma oficiais, engenheiros e técnicos navais.

#### Universidades
- Universidade de Lineu (Linnéuniversitetet)

#### Escolas superiores
- Escola Superior de Navegação (Sjöfartshögskolan)

## Património turístico
A cidade possui um património cultural, com vestígios da Idade da Pedra e um centro histórico com casas dos séc. XVII e XVIII.

- Catedral de Kalmar
- Castelo de Kalmar
- Museu Regional de Kalmar
- Ponte da Öland
- Linha de Stångådal (Stångådalsbanan; ferrovia pitoresca entre Kalmar e Linköping)

## Personalidades ligadas a Kalmar
- Ivar Kreuger (1880-1932), líder industrial
- Jenny Nyström (1854-1946), pintora e ilustradora

## Desporto

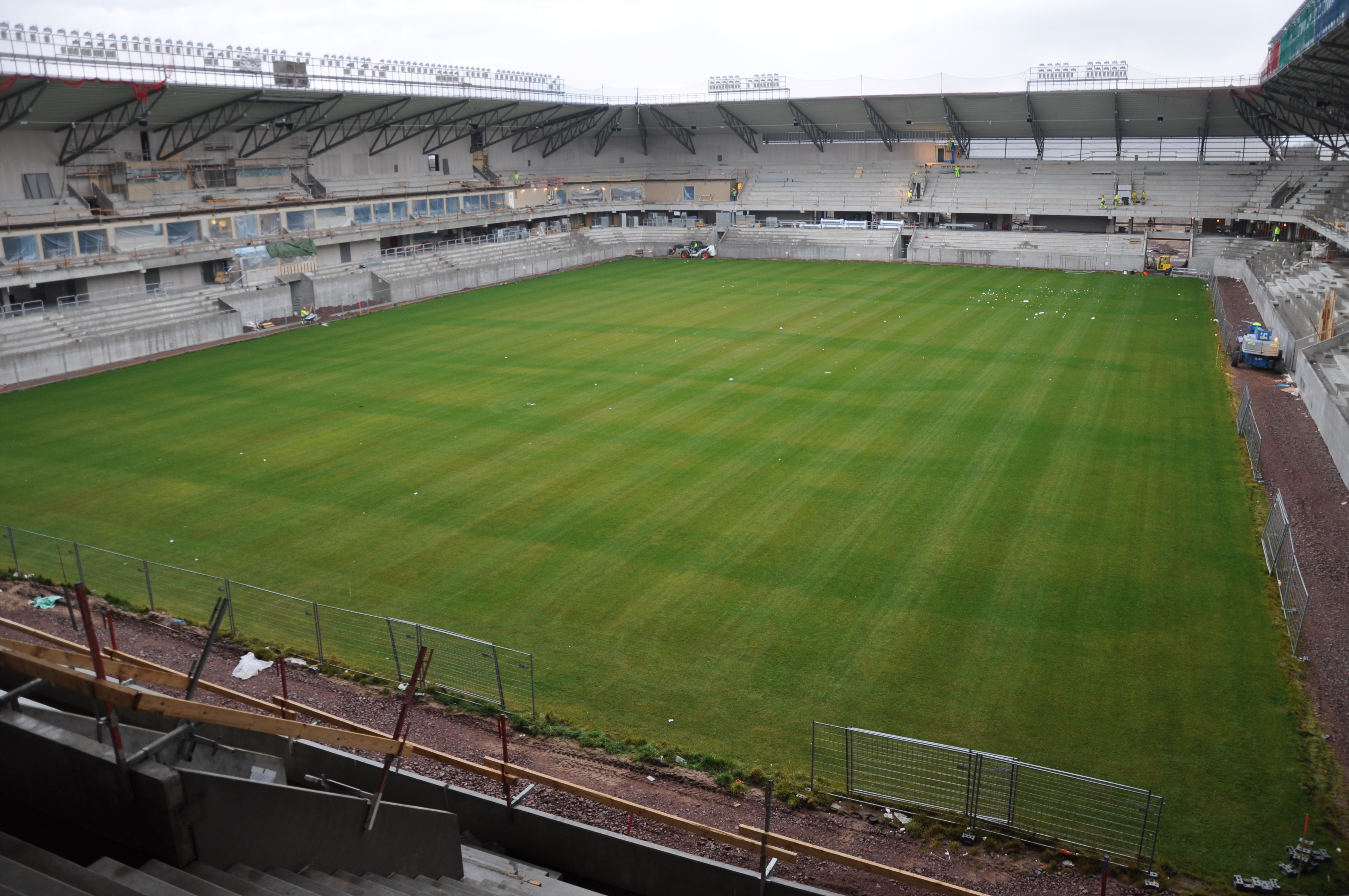
A Guldfågeln Arena

Entre os desportos em destaque em Kalmar, estão o futebol, o hóquei no gelo e o floorball (2022-2023).
Como clubes mais cotados da cidade, podem ser apontados o Kalmar HC (hóquei no gelo), o Kalmar FF (futebol e outras modalidades), o IFK Kalmar (futebol feminino) e o FBC Kalmarsund (floorball).

A Guldfågeln Arena (futebol) e a Hatstore Arena (pavilhão com gelo) costumam ser indicadas entre as suas arenas desportivas mais importantes.
| - Clubes: - Kalmar HC (hóquei no gelo) - Kalmar FF (futebol e outras modalidades) - FBC Kalmarsund (floorball) - IFK Kalmar (futebol feminino) - Arenas: - Guldfågeln Arena (futebol) - Hatstore Arena (pavilhão com gelo) |

## Galeria

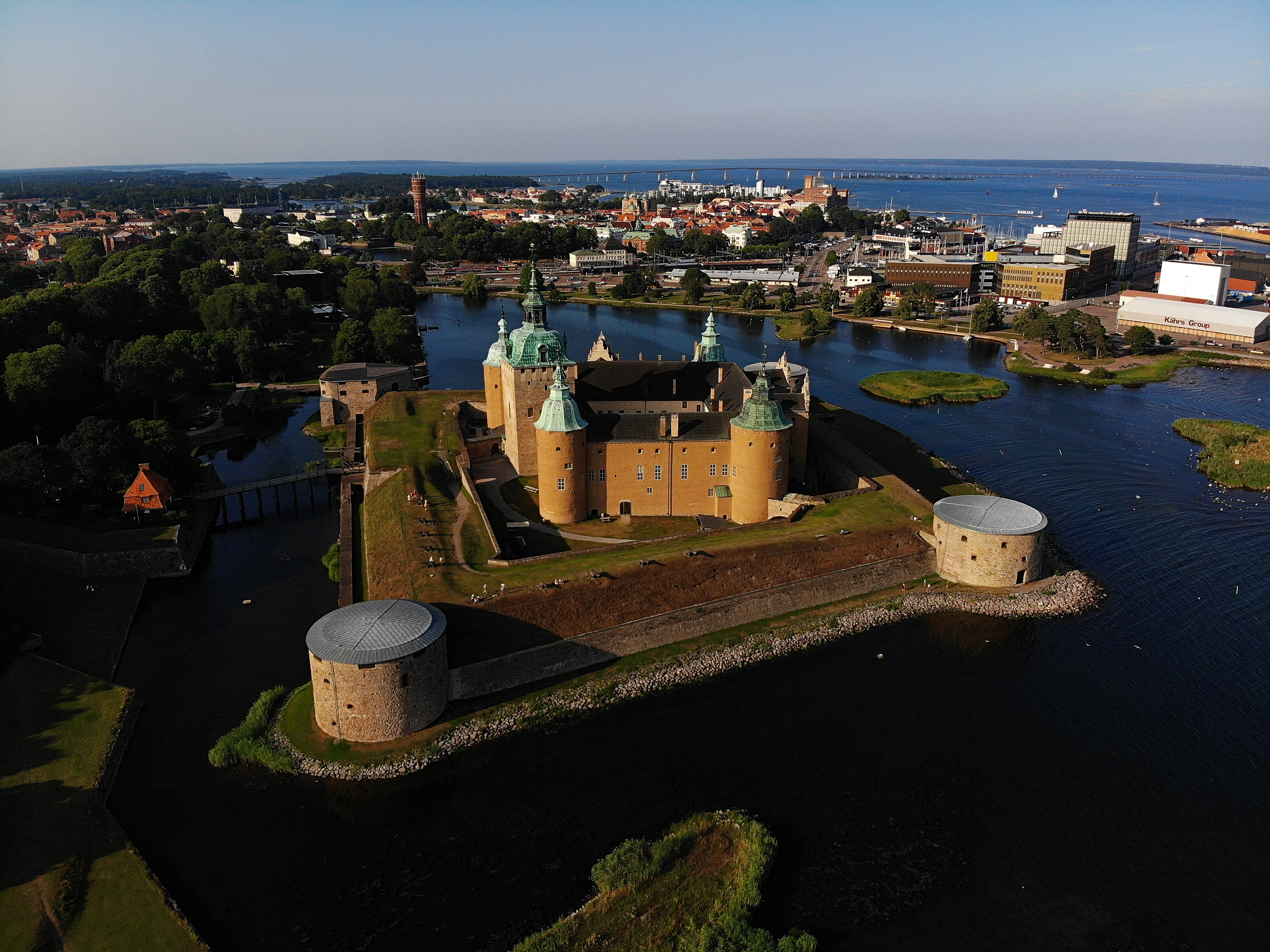
O castelo de Kalmar
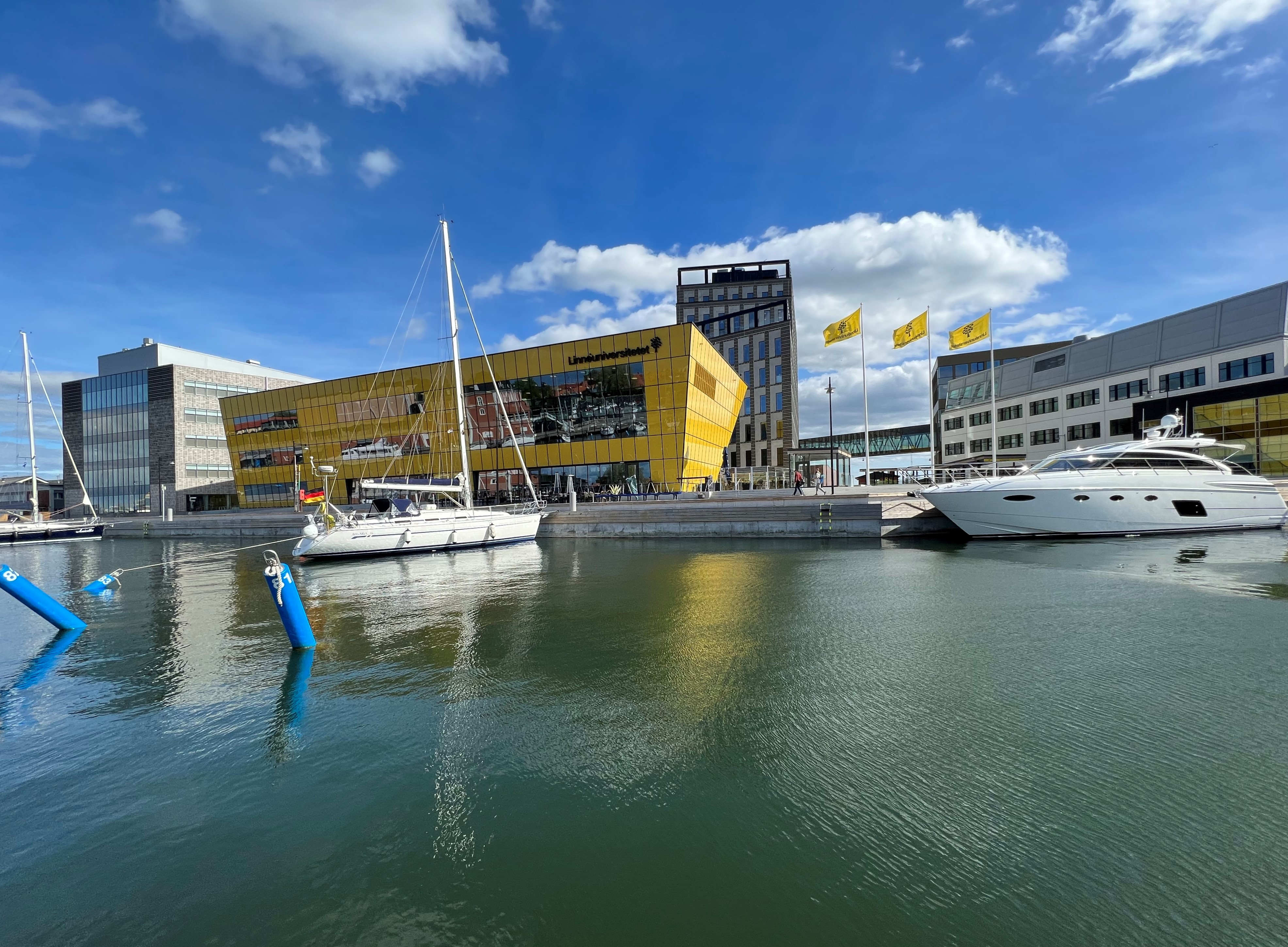
A filial de Kalmar da Universidade de Lineu
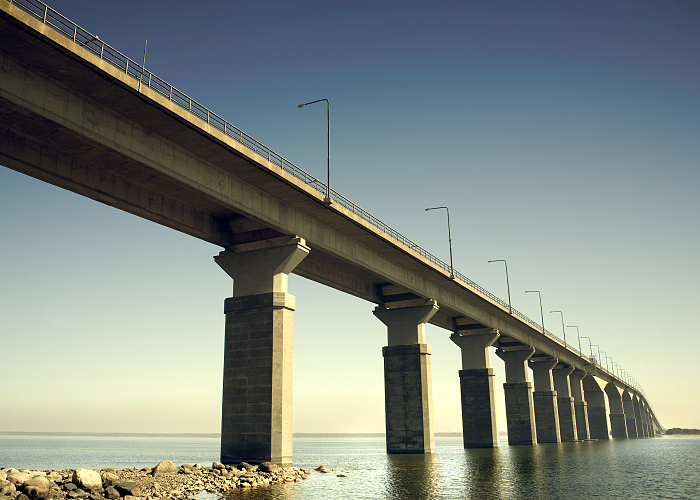
A ponte da Olândia, ligando Kalmar à ilha da Öland
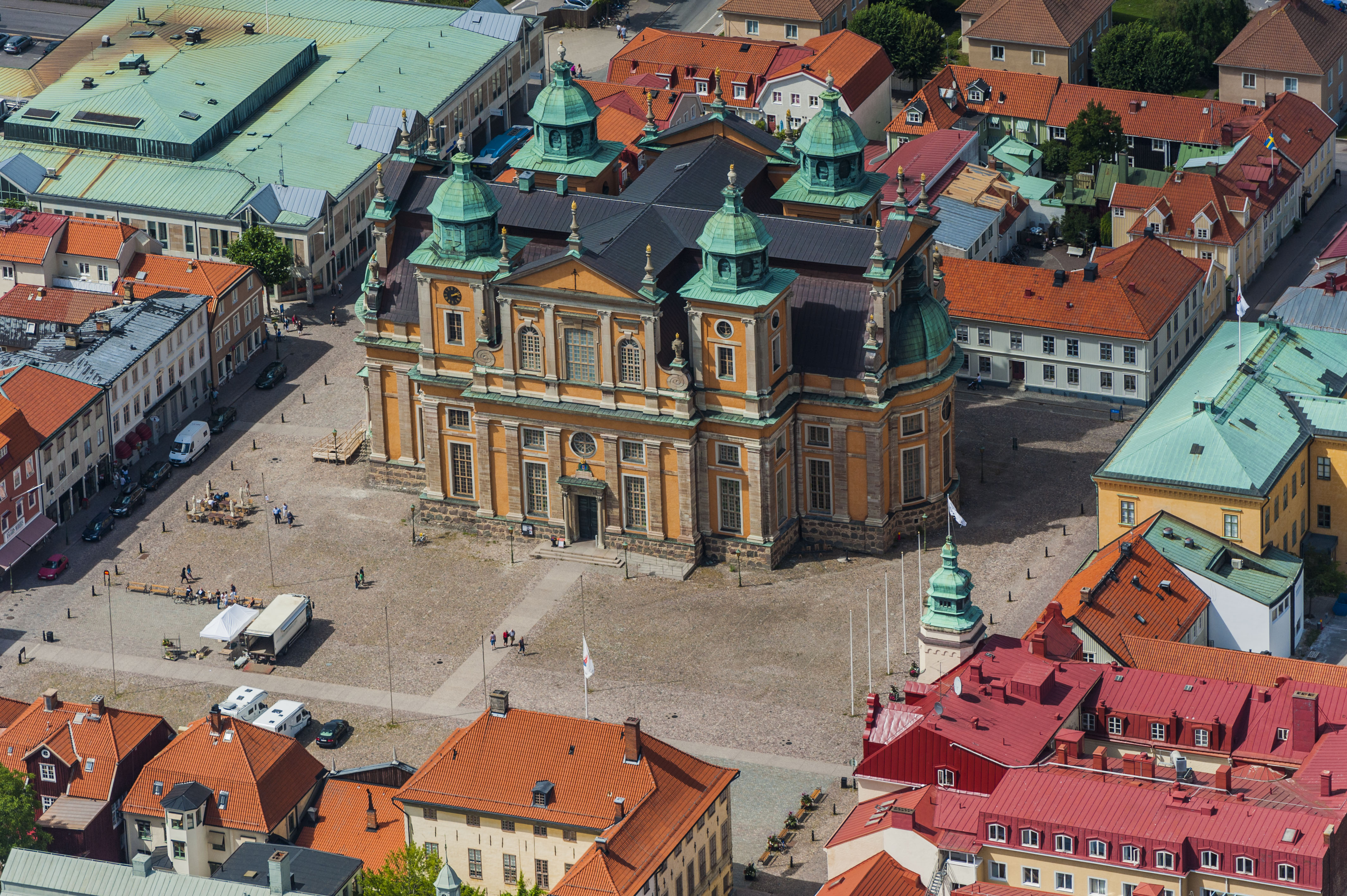
A catedral de Kalmar